# Stary Zamek

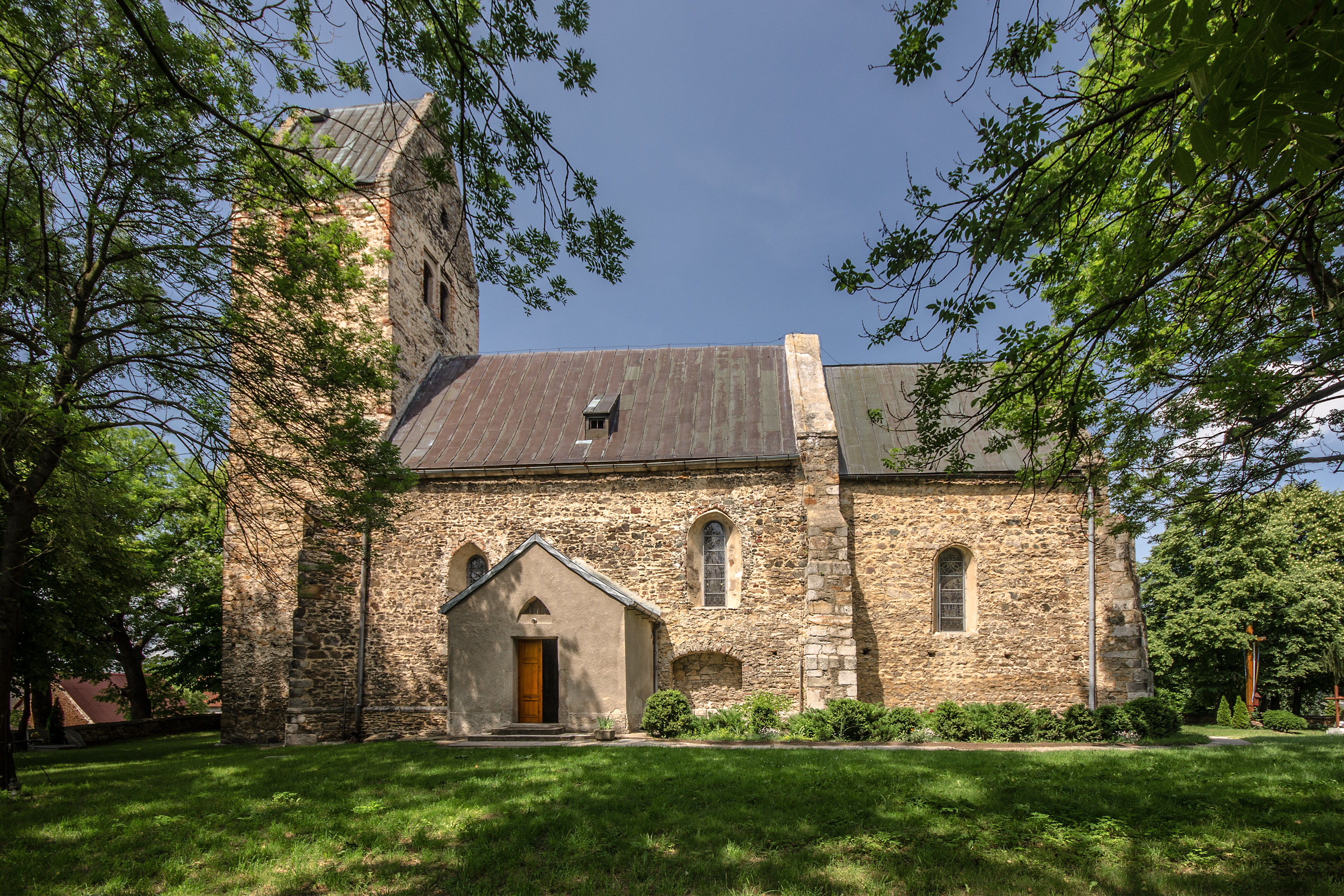
Pfarrkirche St. Stanislaus

Stary Zamek (deutsch Altenburg, früher auch Altenberg) ist eine Ortschaft in der Stadt- und Landgemeinde Sobótka (Zobten), im Powiat Wrocławski der Woiwodschaft Niederschlesien in Polen.

## Lage
Stary Zamek liegt ca. 29 Kilometer südwestlich von Breslau. Nachbarorte sind Michałowice (Michelsdorf) im Westen und Ręków (Rankau) im Osten.

## Geschichte
Urkundlich erwähnt wurde der Ort 1373 als „Aldenburg“. 1381 nennt eine Urkunde der Schweidnitzer Herzogin Agnes erstmals die „ecclesia parochialis ville Aldenburg“. Nach dem Tod des Herzogs Bolko II. von Schweidnitz fiel das Gebiet 1368 erbrechtlich an die Krone Böhmen. Besitzer von Altenburg waren: 1390 Nikolaus von Sachenkirch, 1418 Franzko Tschech, 1483 Hans und George von Sandcz, 1545 Sigmund von Seidlitz, 1568 Hartwig von Seidlitz, 1594 Sigmund von Zedlitz, 1662 Karl Christoph Freiherr von Zedlitz, 1694 Karl Julius Freiherr von Zedlitz, darauf Hans Heinrich IV. Graf von Hochberg. 1729 kaufte das Gut Ernst Christian von Schickfus, deren Familie Altenburg noch Ende des 18. Jahrhunderts gehörte. Nach dem Ersten Schlesischen Krieg fiel Altenburg mit dem größten Teil von Schlesien 1741/42 an Preußen. 1785 bestand das Dorf aus sieben Bauern, einem Gärtner, 14 Häuslern und 139 Einwohnern. 1845 zählte Altenburg im Eigentum von Heinrich Benno Philibert Constantin Tobias Graf von Haslingen, genannt von Schickfuß, 19 Häuser, eine Freischoltisei, 200 Einwohner (22 katholisch und der Rest evangelisch), evangelische Kirche zu Rankau, katholische Kirche zu Queitsch, neun Handwerker und Händler. Nach der Neugliederung Preußens gehörte Altenburg zum Landkreis Schweidnitz, mit dem es bis 1932 verbunden blieb. 1932 wechselte die Landgemeinde Altenburg vom Landkreis Schweidnitz zum Landkreis Breslau.
Als Folge des Zweiten Weltkriegs fiel Altenburg mit fast ganz Schlesien 1945 an Polen. Nachfolgend wurde es in Stary Zamek umbenannt. Die einheimische deutsche Bevölkerung wurde – soweit sie nicht schon vorher geflohen war – vertrieben. Die neu angesiedelten Bewohner stammten teilweise aus Ostpolen, das an die Sowjetunion gefallen war. Von 1975 bis 1998 gehörte Stary Zamek zur Woiwodschaft Breslau.

## Sehenswürdigkeiten
- Die römisch-katholische Pfarrkirche mit dem Patrozinium des hl. Stanislaus (polnisch Kościół pw. św. Stanisława) wurde Ende des 13. Jahrhunderts im spätromanischen Stil erbaut. Vom 16. Jahrhundert bis 1672 wurde sie von der evangelischen Gemeinde genutzt und darauf rekatholisiert. Der Kirchturm stammt aus dem Anfang des 19. Jahrhunderts. Die örtliche römisch-katholische Pfarrei wurde 1958 neu gegründet.[5]
- Sühnekreuz